# 山田勝麿
山田 勝麿（やまだ かつまろ、1939年2月11日 - ）は、日本の政治家。元北海道小樽市長（3期）。

## 来歴
小樽市出身。後に砂川市に移る。砂川南高等学校を卒業後、1960年に小樽市役所に入る。1962年に小樽商科大学短期大学部を、1966年に日本大学経済学部（通信教育部）を卒業。教育委員会社会教育部長、学校教育部長、小樽市役所経済部長、総務部長、収入役を歴任する。
1999年の小樽市長選挙に、新谷昌明の後継として立候補して当選。2003年の選挙で再選。2007年の選挙でも三選した。北海道市長会副会長などを務めた。2011年に市長を退任した。